# チモカリス
チモカリス（アレキサンドリアのチモカリス、紀元前320年頃 - 紀元前260年）は、古代ギリシャの天文学者である。アレキサンドリアに生まれたとされユークリッドと同時代人である。
紀元前3世紀頃アリスティルスとともに西洋世界で初めての星表を作った（中国では紀元前4世紀に石申と甘徳が星座を作っている）。150年以上たったあとヒッパルコスが、自らの観測した星表とチモカリスの星表を比較することによって、星の緯度が変化していることを発見し、地軸の歳差の最初の値を求めた。
月のクレータにチモカリスにちなんで命名されているものがある。